# Buitenstebinnen
Buitenstebinnen is een reeks muurschilderingen van kunstenaar Dewy Elsinga in de entrees van de Parkeergarage Marnix in Amsterdam.
In 2021 begon de bouw van de Parkeergarage Marnix onder de Singelgracht. De aanleg van de garage werd uitgevoerd door Mobilis TBI in opdracht van de gemeente Amsterdam. Het toevoegen van een kunstuiting in de parkeergarage was onderdeel van de aanbesteding.
Het kunstproject werd ontwikkeld door Kunstmest en Team Kallenbach. Zij gingen, samen Elsinga, in gesprek met bewoners uit de omliggende buurten, de Frederik Hendrikbuurt en de Jordaan. Bewoners gaven aan wat iconische plekken, gebouwen of personen uit hun buurt zijn. Op drie scholen uit de buurt tekenden kinderen tijdens workshops hun favoriete plekken uit hun omgeving.
Elsinga liet zich inspireren door deze verhalen en verwerkte ze tot 16 ontwerpen. Deze voerde ze uit in de vijf voetgangersentrees en de in- en uitrit van de garage. In elke voetgangersentree wordt een thema uitgelicht in twee of drie schilderingen. In februari 2024 werd de garage gedeeltelijk in gebruik genomen.

## Iconen

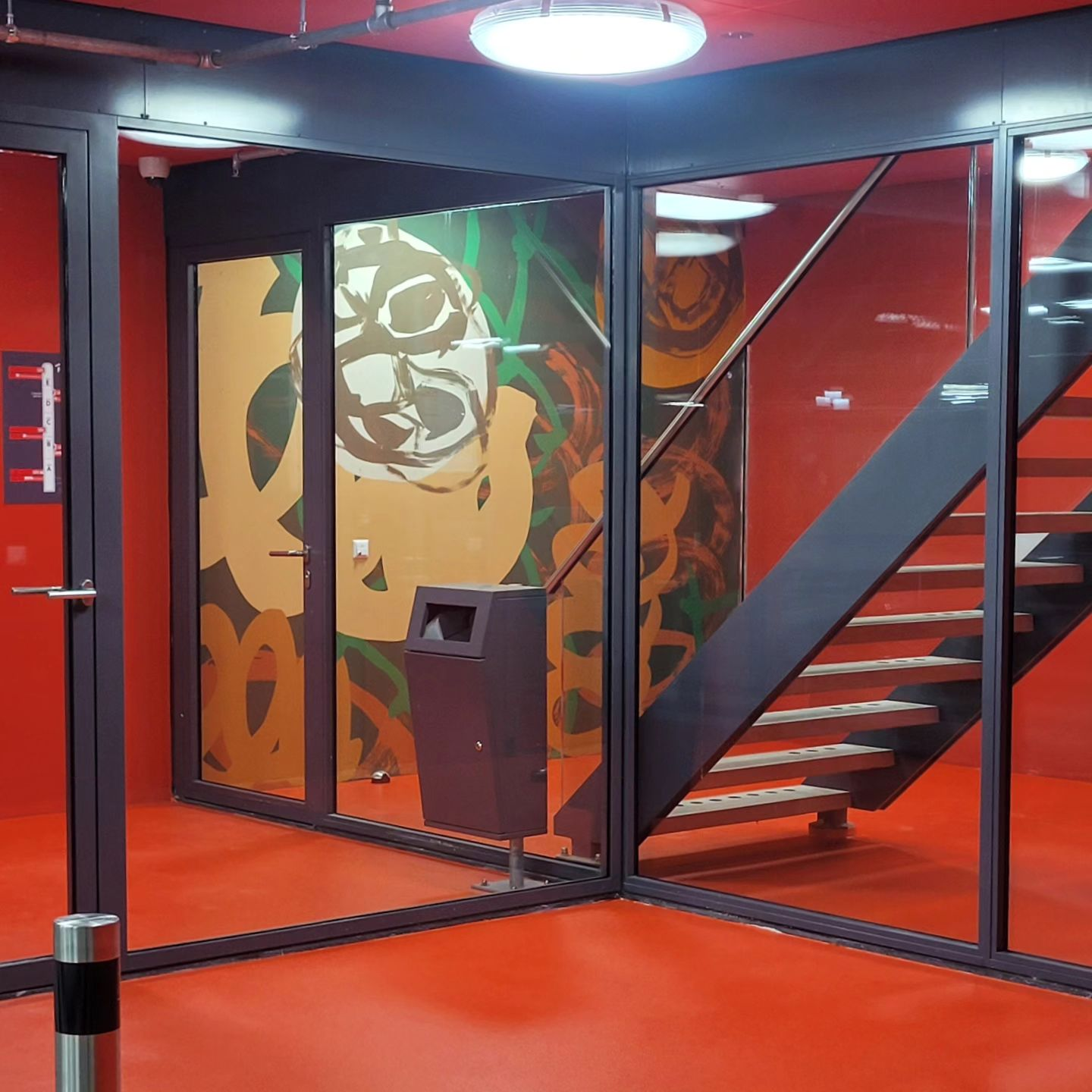
Buitenstebinnen - Voetbal (2023)

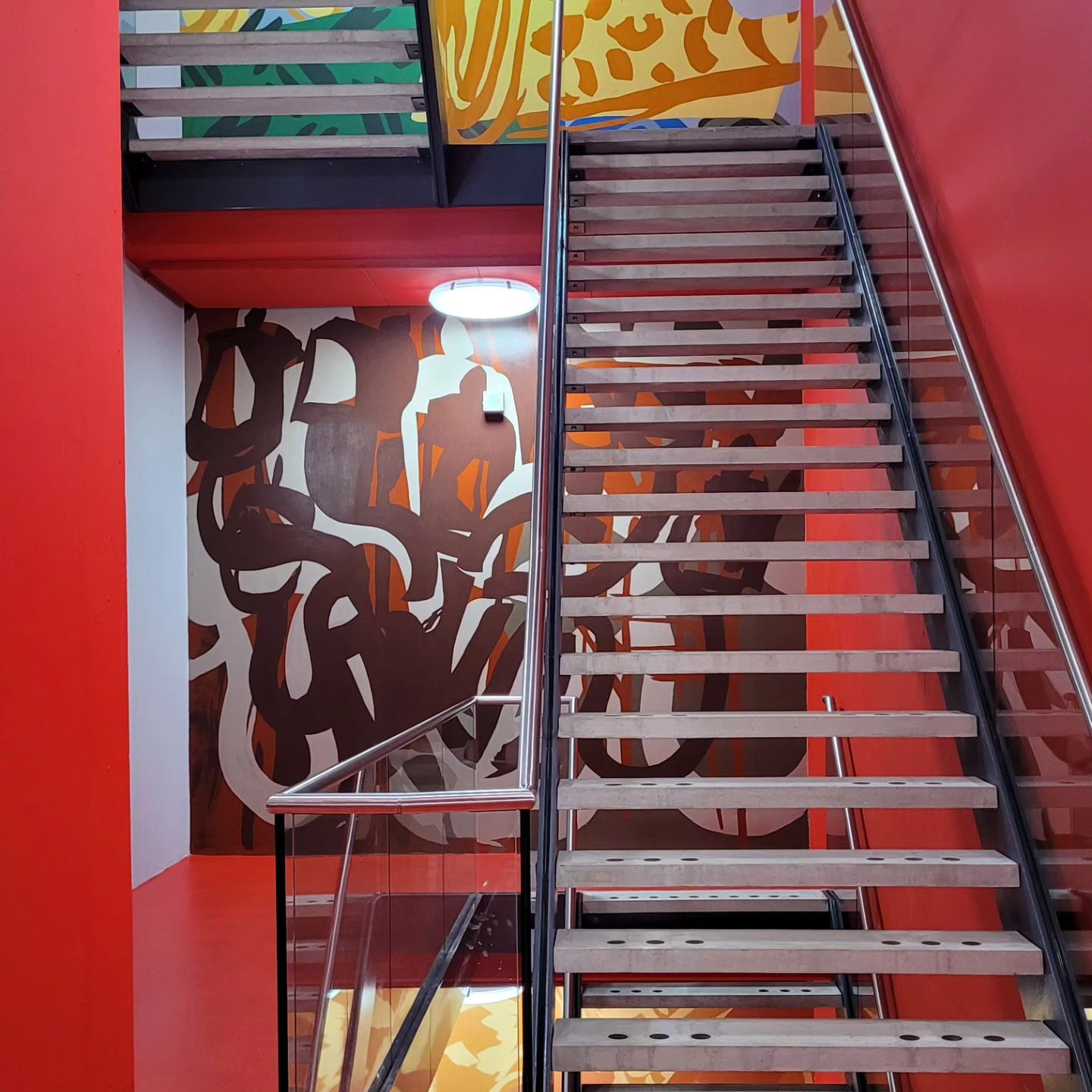
Buitenstebinnen - Bruin Café (2023)

De volgende iconen werden door de buurt aangedragen en zijn uitgewerkt door Elsinga:
- De Piramides
- De Otter (Amsterdam)
- Westertoren
- De Kraan
- De blauwe vioolspeler
- De Stam
- Lapjesmarkt
- Bruine cafés
- Lokale ondernemers
- Marnixbad
- Voetbalveldjes
- Zwaan
- Gierzwaluw
- Bomenrij langs de Singelgracht